# 久保允誉
久保 允誉（くぼ まさたか、1950年〈昭和25年〉2月18日 - ）は、日本の実業家。エディオン会長。サンフレッチェ広島会長。

## 来歴・人物
広島県広島市に生まれる。実父は第一産業（後のダイイチ/デオデオ/エディオンWEST、現エディオン WESTカンパニー）創業者の久保道正。1978年、早稲田大学商学部卒業。
1978年、第一産業に入社。取締役、常務取締役、専務取締役、副社長などを経て、1992年、代表取締役社長に就任。2002年、エディオンを設立、代表取締役会長に就任。2003年にエディオン取締役社長、デオデオ取締役会長に就任。2004年、暮らしのデザイン代表取締役会長を兼務。2007年、不祥事によりミドリ電化役員の引責辞任を受けて、同社会長に就任。2009年、組織改編に伴いエディオンWEST社長に就任した。
一方で1987年から父の道正と財団法人久保スポーツ振興基金を設立し、広島県内のスポーツ振興を後押しした。
また、1998年に経営危機に陥ったJリーグ・サンフレッチェ広島の社長に就任し、経営改革を行い2000年度決算で黒字に転化。その後も長年にわたり地元財界とクラブの橋渡しをし、経営安定に努めた。2001年から（社）Jリーグ理事。2007年末、広島のJ2降格の責任をとり社長を退任し、サンフレッチェ広島会長に就任。2010年Jリーグ理事を退任。
2012年現在、サンフレッチェ広島会長、（財）広島県スポーツ振興財団理事、（財）広島県サッカー協会顧問、全日本アーチェリー連盟顧問、広島県アーチェリー協会会長、（財）久保スポーツ振興基金評議員。同年、各方面へのスポーツ貢献を認められたことから、ロンドン五輪の聖火ランナーに選ばれ、マンチェスター市内を走っている。

## 略歴
- 1968年 崇徳高等学校 卒業。
- 1978年 早稲田大学商学部 卒業[1]。
- 1978年4月 第一産業（のちのダイイチ→デオデオ→エディオンWEST、現エディオン WESTカンパニー）入社。
- 1981年6月 ダイイチ取締役に就任。
- 1981年7月 ダイイチ取締役常務に就任。
- 1987年6月 ダイイチ取締役専務に就任。
- 1991年6月 ダイイチ取締役副社長に就任。
- 1992年4月 ダイイチ代表取締役社長に就任。
- 1997年4月 社名を現在の株式会社デオデオに変更。
- 1998年6月 サンフレッチェ広島代表取締役社長に就任。
- 2001年 Jリーグ理事に就任。
- 2002年3月 株式会社エディオンを設立。同社取締役会長に就任。
- 2003年7月 エディオン代表取締役社長に就任。
- 2003年7月 デオデオ取締役会長に就任。
- 2004年3月 暮らしのデザイン代表取締役会長に就任。
- 2007年12月 サンフレッチェ広島会長に就任。
- 2007年12月 ミドリ電化会長に就任。
- 2009年10月 エディオンWEST社長に就任。
- 2024年6月　エディオン社長を退任。会長職は継続し代表権は保持。[5][6]

## エピソード

### 被爆2世
両親と祖父母が1945年8月6日の広島市への原子爆弾投下により被爆しており、久保は被爆2世である。久保は母から「地獄のようだ」と聞いている。久保家は紙屋町（現・広島市中区）の自宅で刀剣屋を営んでいたので原爆で従業員も身内も亡くなっている。久保は毎年8月5日の夜に平和記念公園を歩いている。久保は自身を「核兵器廃絶を強く言える一人」としている。

### サンフレッチェ広島社長
2007年12月8日、サンフレッチェ広島のJ1・J2入れ替え戦の第2戦が広島ビッグアーチで行われ、広島のJ2降格が決定した。試合終了後、当時球団社長だった久保はロッカールームに入り、当時監督だったミハイロ・ペトロヴィッチに直接監督継続を要請した。ペトロヴィッチは降格の責任を取って辞任するつもりだったが、決定直後の状況下で要請してきたクラブの心意気に感動し継続を決意、異例の監督続投となった。これが奏功して主力の流出を最小限にとどめ、翌年のJ2を席巻、J1昇格、そしてその後のチームの成熟へと繋がった。
久保は後のインタビューで、やっているサッカーが間違っていないこと、ペトロヴィッチが選手に慕われているため、監督を替えることより継続を選んだ、と話している。なお、降格の責任は久保以下フロントスタッフが役員降格等でおこなっている。

### 評価
週刊ダイヤモンド誌における独裁経営者実名ランキングで上場企業の経営者627名中30位、経営の正当性としては100点満点中20.91点という評価を受けている。

## 親族
- 息子・久保雅義 - サンフレッチェ広島社長。詳細は当該項目を参照。
- 娘・渡辺典子[12][13][注 1] - 広島市出身[12]。
  - 近畿大学在学中に「ミス近大」になり、ミスキャンパスの関西大会で優勝し、全国大会で準優勝する[12]。オスカープロモーションや大阪SOSモデルエージェンシーなどの大手芸能事務所に属する[12]。また、明石家さんまの『恋のから騒ぎ』（日本テレビ）に「久保典子22歳大学4年生」として出演する[14]。
  - 2007年、近畿大学文芸学部卒業[15]。
  - 2013年11月10日に行われた広島県議会議員の広島市安佐北区選挙区の補欠選挙に自由民主党公認で立候補し初当選した[16]。
  - 2019年7月の参院選広島県選挙区を巡る大規模買収事件
    - 2021年7月6日、河井克行から20万円を受け取ったと認定されるが、不起訴となる。
    - 2022年1月28日、東京地方検察庁が不起訴にした広島の地元議員ら100人のうち、渡辺典子を含む35人が検察審査会に「起訴相当」と議決されたことが公表された[17][18]。
    - 2022年3月14日、広島地方検察庁は、起訴相当と議決された35人のうち、9人を在宅起訴、25人を略式起訴した。渡辺典子は略式起訴に応じず在宅起訴された[19]。
    - 2022年3月18日、広島県議会は、在宅起訴された渡辺典子と佐藤一直（広島市中区選挙区）に対する辞職勧告決議案を賛成多数で可決した[20]。2人は潔白を主張し議員辞職せず任期満了まで現職を務めた。
    - 2023年3月16日、河井克行から現金10万円を受け取ったとして、公選法違反（被買収）の罪に問われた渡辺典子の初公判が広島地裁であり、渡辺典子は「やましいお金を受け取ったことは一度もありません」と述べ、無罪を主張した[21]。
    - 2023年4月、広島県議会選挙に出馬し4回目の当選。
    - 2023年7月19日、広島地方裁判所は渡辺典子に罰金10万円、追徴金10万円の有罪判決を言い渡した[22]。判決を不服として即日控訴した[23][24][25][26][27]。
    - 2024年4月18日、広島高等裁判所（森浩史裁判長）は罰金10万円と追徴金10万円とした1審・広島地裁判決を支持し、無罪を主張した渡辺の控訴を棄却した[28][29]。渡辺は県議会議員が会見を開き、「到底納得できるものではなく、速やかに上告する予定だ。これからも県議としての仕事を全うしながら、裁判で無罪を勝ち取っていきたい」と[30]、上告する方針[31][32]。弁護人の弘中惇一郎弁護士は「支えるだけの具体的な事実関係がなくかなり無理をしているので、明らかにこの判決は行き過ぎで間違っている（と思う）支えるだけの具体的な事実証拠がなく無理をしている控訴審判決は行き過ぎで間違っている」と取材にコメントした[33]。
    - 2024年4月23日、上告[34]。
    - 2024年11月19日付けで[35]、最高裁判所 第一小法廷（宮川美津子裁判長）は上告を退ける決定をした[36][37]。
    - 2024年12月9日付で最高裁判所 第一小法廷（宮川美津子裁判長）は上告棄却に対する異議の申し立てを棄却した[38][39][40][41][42]。これをもって、河井事件で正式裁判を受けた地方議員や元議員あわせて12人の裁判は終結した[43]。
    - 2024年12月9日付で最高裁判所 第1小法廷（宮川美津子裁判長）は上告棄却に対する異議の申し立てを棄却した[44][45][46][47][48][49]。罰金10万円、追徴金10万円の有罪判決が確定し、公民権が5年間停止され、広島県議を失職する[49]。
    - 2024年12月12日夜、渡辺典子は「最高裁から棄却の通達は受け取っておらず失職はしていない」と主張した上で12月13日付けの辞職願を議会に提出した[50]。12月13日、広島県議会は本会議を開き、渡辺典子の辞職を全会一致で許可した[50][51][52]。渡辺典子は「裁判の結果については、いまだ納得できない」とコメントを発表した[50]。
- 弟・浄弘晴義
  - 久保道正の次男[53]。
  - 1955年 - 出生
  - 1985年 - 上新電機入社。
  - 2004年 - 上新電機取締役就任[54]。
  - 2018年 - エディオン執行役員就任[55]。

## 関連著書
- 久保道正『家電製品にみる暮らしの戦後史』（1991年、ミリオン書房）ISBN 4943948464